# 살미야

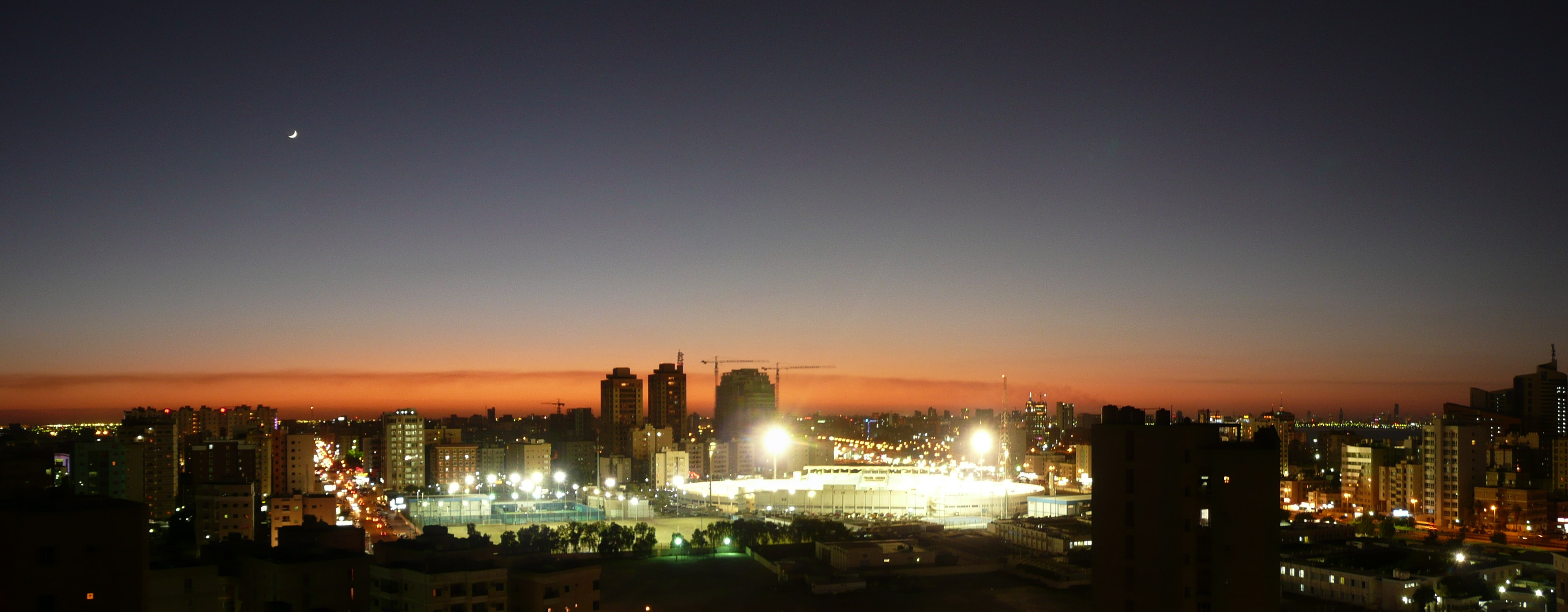
살미야

살미야(아랍어: السالمية)는 쿠웨이트 하왈리주의 도시로 인구는 223,646명(2014년 기준)이다. 페르시아만 연안과 접하며 시내에는 모스크, 수족관, 쇼핑몰, 극장, 경기장 등이 들어서 있다.